# 市橋保彦
市橋 保彦（いちはし やすひこ、1952年3月22日 - ）は、日本の実業家。日野自動車代表取締役会長、愛知県出身。愛知県立明和高等学校、岐阜大学工学部卒業。

## 略歴
- 1974年3月  岐阜大学工学部精密工学科卒業[2]
- 1974年4月  トヨタ自動車工業（現：トヨタ自動車）入社
- 2003年6月  同社常務役員
- 2004年6月 トヨタテクニカルセンターU.S.A株式会社取締役社長
- 2006年4月 トヨタモーターエンジニアリングアンドマニュファクチャリングノースアメリカ株式会社執行副社長
- 2008年6月 トヨタ自動車株式会社専務取締役
- 2010年6月  関東自動車工業（現：トヨタ自動車東日本）株式会社取締役副社長
- 2012年4月  日野自動車株式会社顧問
- 2012年6月  同社取締役副社長
- 2013年6月  同社代表取締役社長
- 2017年6月  同社代表取締役会長（現任）
- 2019年 ものつくり大学会長[3]
- 2020年11月 藍綬褒章受章[4]。